# Азьмушкинское сельское поселение
Азьмушкинское се́льское поселе́ние — муниципальное образование в Тукаевском районе Татарстана Российской Федерации.
Административный центр — посёлок Новый.

## История
Статус и границы сельского поселения установлены Законом Республики Татарстан от 31 января 2005 года № 39-ЗРТ Законом Республики Татарстан от 31 января 2005 года № 42-ЗРТ «Об установлении границ территорий и статусе муниципального образования "Тукаевский муниципальный район" и муниципальных образований в его составе».

## Население
| 2010  | 2011  | 2012  | 2013  | 2014  | 2015  | 2016  |
| ----- | ----- | ----- | ----- | ----- | ----- | ----- |
| 2473  | ↗2477 | ↘2442 | ↗2511 | ↗2515 | ↗2588 | ↗2664 |
| 2017  | 2018  |       |       |       |       |       |
| ↗2736 | ↗2804 |       |       |       |       |       |

## Состав сельского поселения
| № | Населённый пункт | Тип населённого пункта          | Население |
| - | ---------------- | ------------------------------- | --------- |
| 1 | Азьмушкино       | деревня                         |           |
| 2 | Новые Сарайлы    | деревня                         |           |
| 3 | Новый            | посёлок, административный центр |           |
| 4 | Старые Гардали   | село                            |           |